# Рыжий, Борис Петрович
Борис Петрович Рыжий (27 февраля 1938, Кошкуль, Омская область — 7 июня 2004, Екатеринбург) — советский и российский учёный в области горного дела и геофизики, доктор геолого-минералогических наук, профессор. Заслуженный деятель науки Российской Федерации (1999).
Отец поэта Бориса Борисовича Рыжего (1974—2001)

## Биография
Родился 27 февраля 1938 года в семье служащих в селе Кошкуль Кошкульского сельсовета Тюкалинского района Омской области (ныне деревня входит в Новокошкульское сельское поселение того же района и области).
В 1961 году окончил Свердловский горный институт. В 1961—1980 годах — работал в ПГО «Уралгеология» начальником Курганской каротажной партии, главный геофизик Челябинской и Уральской геофизических экспедиций.
В 1979 году окончил Алма-Атинский политехнический институт имени В. И. Ленина. В 1980—1988 годах — главный геофизик в производственно-геологическом объединении «Уралгеология» (Свердловск).
С 1988 года — профессор и заведующий лабораторией региональной геофизики в Институте геофизики Уральского отделения АН СССР (УрО РАН), директор института в 1988—1999 годах, главный научный сотрудник.
Создал двухмерную геолого-геофизическую модель земной коры Урала в масштабе 1:2500000, разработал методику магнитометрических измерений при поиске магнетитовых месторождений в Зауралье.
Председатель государственной аттестационной комиссии в Уральской государственной горно-геологической академии (с 1987 года), председатель Уральской секции межведомственного совета по изучению строения земной коры и верхней мантии.
Скоропостижно скончался 7 июня 2004 года в городе Екатеринбурге Свердловской области, похоронен на Нижне-Исетском кладбище Чкаловского района города Екатеринбурга.

## Награды и звания
- Заслуженный деятель науки Российской Федерации

## Семья
Отец — Пётр Афанасьевич Рыжий (23 мая 1908 — 17 ноября 1972), уроженец Харькова, секретарь райкома КПСС в городе Кургане.
Мать — Анна Григорьевна Шапиро (14 июня 1913 — 10 июля 1988), родом из Мариуполя, выпускница школы ФЗУ по специальности «электрик». Родители матери — Григорий Израилевич Шапиро и Хана Ароновна Лекус — происходили из еврейской земледельческой колонии Най-Златополь (Новозлатополь) Екатеринославской губернии.
Жена — Маргарита Михайловна Рыжая (урождённая Пашкова, род. 8 февраля 1936), врач-эпидемиолог.
Дочери — Елена (род. 1961) и Ольга (род. 1962). Сын — Борис Рыжий (1974—2001), поэт.